# Nercillac
Nercillac est une commune du Sud-Ouest de la France située dans le département de la Charente, en région Nouvelle-Aquitaine.
Ses habitants sont les Nercillacais et les Nercillacaises.

## Géographie

### Localisation et accès
Nercillac est une commune de l'ouest du département de la Charente située à 6,5 km au nord-est de Cognac et la même distance au nord-ouest de Jarnac, le chef-lieu de son canton. Nercillac est aussi 16 km au sud-ouest de Rouillac et 32 km à l'ouest d'Angoulême.
Nercillac est traversée par la D 15 et la D 156 qui avec les D 158 et D 159 forment six routes qui partent du bourg. La D 15 vers le sud-ouest permet de rejoindre Cognac et la RN 141 entre Angoulême et Saintes. Vers l'est, la D 15 va en direction de Rouillac par Sigogne. La D 156 vers l'est permet de rejoindre Jarnac.
La gare la plus proche est celle de Cognac, desservie par des TER à destination d'Angoulême, Saintes et Royan avec correspondance à Angoulême pour Paris, Bordeaux, Poitiers et Limoges, et à Saintes pour La Rochelle et Niort.

### Hameaux et lieux-dits
L'habitat est très dispersé avec de nombreux hameaux, dont les plus importants sont le Ballet, le Petit Frouin, Chez Frouin, les Varennes, le Terrier Pichon, la Loge, le Tignoux, Montour, la Pichonnerie, le Terrier Rullot, les Brandes, la Chagnaie, Varaize.

### Communes limitrophes
| Val-de-Cognac         | Réparsac    |          |
| Boutiers-Saint-Trojan | Nercillac   | Chassors |
|                       | Saint-Brice | Julienne |

### Géologie
Le sol de la commune est calcaire et appartient au Jurassique supérieur. Comme toute cette partie de la rive droite de la Charente, géologiquement, Nercillac date du Tithonien (anciennement appelé Portlandien).
C'est en grande partie du Purbeckien, ancienne zone lagunaire résiduelle de la fin du Jurassique (s'étant évaporée au début Crétacé inférieur, étage Berriasien), caractéristique du Pays Bas et riche en gypse, et qui présente des affleurements de marnes et d'argiles. Le sud de la commune, ancien étang, est occupé par des alluvions du Quaternaire,,,.
Le relief de la commune est celui d'une plaine d'une altitude moyenne de 20 m. Le point culminant est à une altitude de 34 m, situé en limite sud-est. Le point le plus bas est à 8 m, situé sur la limite sud sur la Soloire. Le bourg est à environ 15 m d'altitude.

### Hydrographie

#### Réseau hydrographique
La commune est située dans le bassin versant de la Charente au sein du Bassin Adour-Garonne. Elle est drainée par la Soloire, le Tourtrat, le fossé du Roi, le ruisseau Fossé du Roi et par divers petits cours d'eau, qui constituent un réseau hydrographique de 14 km de longueur totale,.
Nercillac est traversée par la Soloire, un affluent de la Charente rive droite et qui passe au bourg, et son extrémité occidentale est bordée par le Fossé du Roi dans la zone de l'ancien étang créé au XVIIe siècle et supprimé à la fin du XIXe siècle.
Les terres argileuses et la faible pente concourent à ce que la partie la plus basse de la commune soit inondable.

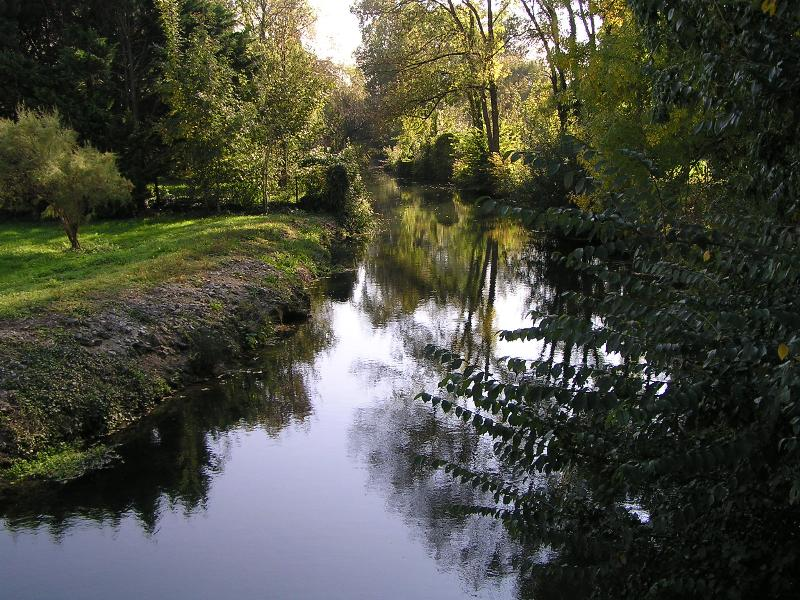
La Soloire à Nercillac.
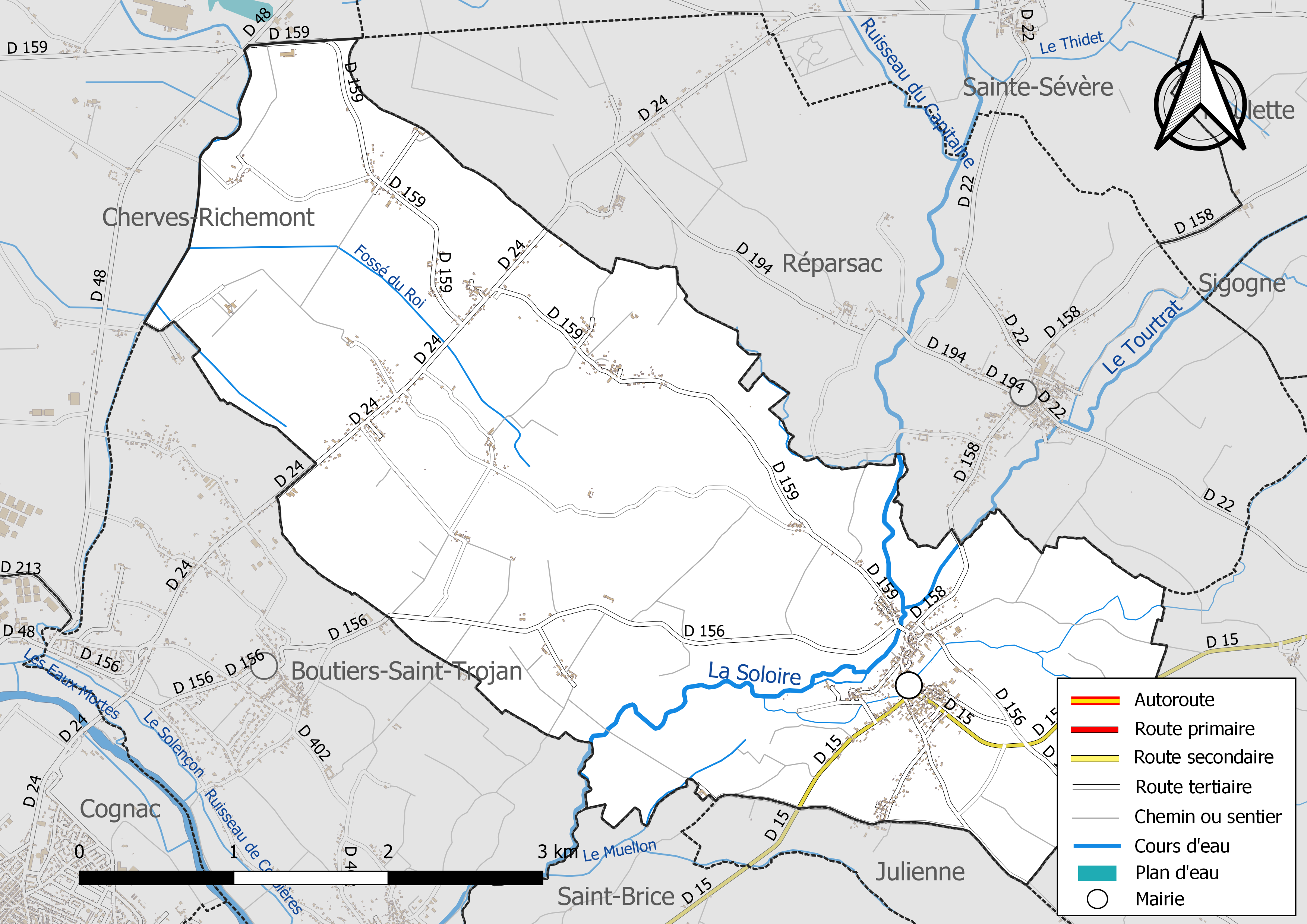
Réseaux hydrographique et routier de Nercillac

#### Gestion des eaux
Le territoire communal est couvert par le schéma d'aménagement et de gestion des eaux (SAGE) « Charente ». Ce document de planification, dont le territoire correspond au bassin de la Charente, d'une superficie de 9 300 km2, a été approuvé le 19 novembre 2019. La structure porteuse de l'élaboration et de la mise en œuvre est l'établissement public territorial de bassin Charente. Il définit sur son territoire les objectifs généraux d’utilisation, de mise en valeur et de protection quantitative et qualitative des ressources en eau superficielle et souterraine, en respect des objectifs de qualité définis dans le troisième SDAGE  du Bassin Adour-Garonne qui couvre la période 2022-2027, approuvé le 10 mars 2022.

### Climat
Le climat est océanique aquitain et semblable à celui de la ville de Cognac où est située la station météorologique départementale.
| Mois                              | jan. | fév.  | mars  | avril | mai   | juin  | jui.  | août  | sep.  | oct. | nov. | déc. | année   |
| --------------------------------- | ---- | ----- | ----- | ----- | ----- | ----- | ----- | ----- | ----- | ---- | ---- | ---- | ------- |
| Température minimale moyenne (°C) | 2    | 2,8   | 3,8   | 6,2   | 9,4   | 12,4  | 14,4  | 14    | 12,1  | 8,9  | 4,7  | 2,6  | 7,8     |
| Température moyenne (°C)          | 5,4  | 6,7   | 8,5   | 11,1  | 14,4  | 17,8  | 20,2  | 19,7  | 17,6  | 13,7 | 8,6  | 5,9  | 12,5    |
| Température maximale moyenne (°C) | 8,7  | 10,5  | 13,1  | 15,9  | 19,5  | 23,1  | 26,1  | 25,4  | 23,1  | 18,5 | 12,4 | 9,2  | 17,1    |
| Ensoleillement (h)                | 80   | 103,9 | 153,3 | 184,5 | 204,9 | 239,6 | 276,4 | 248,3 | 199,4 | 159  | 96,8 | 78,8 | 2 024,9 |
| Précipitations (mm)               | 80,4 | 67,3  | 65,9  | 68,3  | 71,6  | 46,6  | 45,1  | 50,2  | 59,2  | 68,6 | 79,8 | 80   | 783,6   |

## Toponymie
Une forme ancienne est Narcilhaco (non datée, Moyen Âge).
L'origine du nom de Nercillac remonterait à un nom de personne gallo-romain Narcillius auquel est apposé le suffixe -acum, ce qui correspondrait à Narcillacum, « domaine de Narcillius ». On peut aussi proposer Nertiliacum, qui viendrai de Nertillus, nom propre gaulois, composé de nerto- et de la finale -illus, qui se rencontre dans plusieurs noms propres gaulois. Nertilla est un cognomen gallo-romain féminin,.

## Histoire
Près de Varaize, au bord de la Soloire un site de tegulæ et de tessons de céramique signe une activité de poterie gallo-romaine.
Le prieuré de Clunisiens Notre-Dame situé à Montour a été fondé au XIe siècle par les seigneurs de Cognac et remanié au XVe siècle. Il a fait l'objet de pèlerinages à certaines époques de l'année jusqu'à la Révolution, date à laquelle il a été vendu à un particulier. Il a été détruit au début du XXe siècle,.
La seigneurie de Nercillac a longtemps appartenu à la famille de Chièvres. Au milieu du XVIIe siècle, cette terre passa à la famille de Saint-Marsault, puis par mariage, à Gaspard Pandin, seigneur de Romefort et du Treuil, qui réunit aussi la seigneurie de Tignoux,.
Les seigneurs de Nercillac habitaient le logis de Tignoux. Le comte de Nercillac, Louis-Pharamond Pandin, émigra puis revint à Paris sous la Restauration. Un de ses descendants, Ernest Pandin, comte de Nercillac, fut sous-préfet de Cognac de 1862 à 1867.
Au début du XXe siècle, la commune comptait des carrières d'argile réfractaire.

## Administration

### Situation administrative
La commune de Nercillac a été créée en 1793 dans le canton de Jarnac, le district devenu arrondissement de Cognac et le département de la Charente.
La commune de Nercillac fait partie du canton et de la communauté de communes de Jarnac. Celle-ci appartient au Pays Ouest-Charente Pays du cognac (qui ne se recoupe pas avec la circonscription législative).
La sous-préfecture est à Cognac. Le SIVOM, syndicat intercommunal, a gardé les compétences d'entretien de la Soloire, des fossés du Pays bas, de l'ancien syndicat de cylindrage, de l'eau et de l'assainissement. Le SVDM, syndicat départemental, lui a repris la compétence déchets ménagers (collecte et traitement).

### Élections
| Période                                  | Période  | Identité       | Étiquette | Qualité                     |
| ---------------------------------------- | -------- | -------------- | --------- | --------------------------- |
| depuis 1993                              | En cours | Bernard Dupont | SE        | Directeur d'agence bancaire |
| Les données manquantes sont à compléter. |          |                |           |                             |

En 2007, Nercillac avait 874 électeurs inscrits et au second tour de l'élection présidentielle, l'abstention était de 17,96 %, avec  45,95 % pour Nicolas Sarkozy et 54,05 % pour Ségolène Royal.

### Fiscalité
La fiscalité en 2007 est d'un taux de 20,40 % sur le bâti, 39,78 % sur le non bâti, et 13,26 % pour la taxe d'habitation.
La communauté de communes de Jarnac prélève la taxe professionnelle au taux 10,26 %.

## Urbanisme

### Typologie
Au 1er janvier 2024, Nercillac est catégorisée commune rurale à habitat dispersé, selon la nouvelle grille communale de densité à 7 niveaux définie par l'Insee en 2022.
Elle est située hors unité urbaine. Par ailleurs la commune fait partie de l'aire d'attraction de Cognac, dont elle est une commune de la couronne,. Cette aire, qui regroupe 44 communes, est catégorisée dans les aires de 50 000 à moins de 200 000 habitants,.

### Occupation des sols
L'occupation des sols de la commune, telle qu'elle ressort de la base de données européenne d’occupation biophysique des sols Corine Land Cover (CLC), est marquée par l'importance des territoires agricoles (86,5 % en 2018), une proportion sensiblement équivalente à celle de 1990 (86,6 %). La répartition détaillée en 2018 est la suivante : 
cultures permanentes (38,9 %), zones agricoles hétérogènes (32,1 %), forêts (9,6 %), terres arables (8,5 %), prairies (7,1 %), zones urbanisées (3,6 %), mines, décharges et chantiers (0,2 %). L'évolution de l’occupation des sols de la commune et de ses infrastructures peut être observée sur les différentes représentations cartographiques du territoire : la carte de Cassini (XVIIIe siècle), la carte d'état-major (1820-1866) et les cartes ou photos aériennes de l'IGN pour la période actuelle (1950 à aujourd'hui).

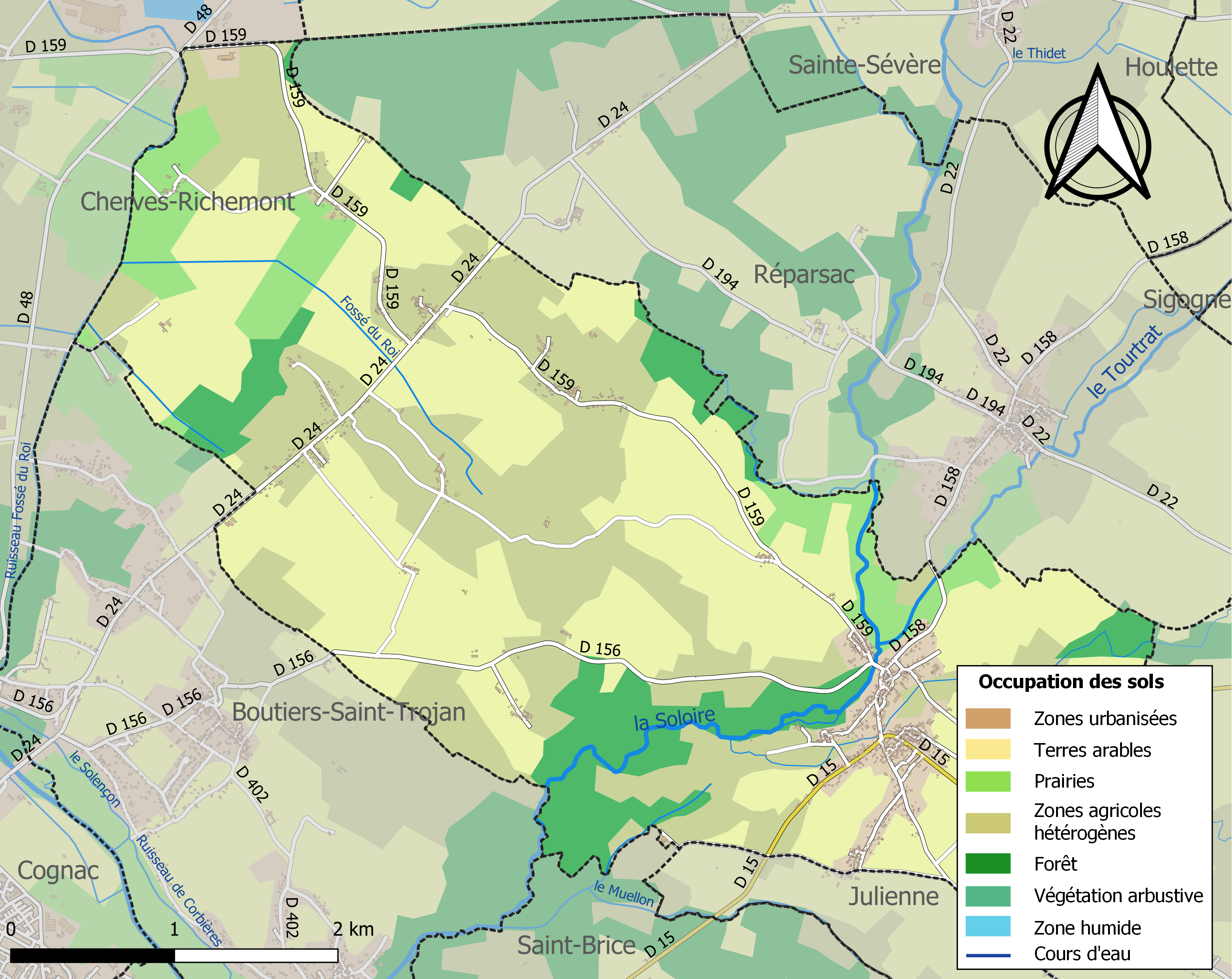
Carte des infrastructures et de l'occupation des sols de la commune en 2018 (CLC).

### Risques majeurs
Le territoire de la commune de Nercillac est vulnérable à différents aléas naturels : météorologiques (tempête, orage, neige, grand froid, canicule ou sécheresse) et séisme (sismicité modérée). Il est également exposé à un risque technologique,  le transport de matières dangereuses. Un site publié par le BRGM permet d'évaluer simplement et rapidement les risques d'un bien localisé soit par son adresse soit par le numéro de sa parcelle.

#### Risques naturels

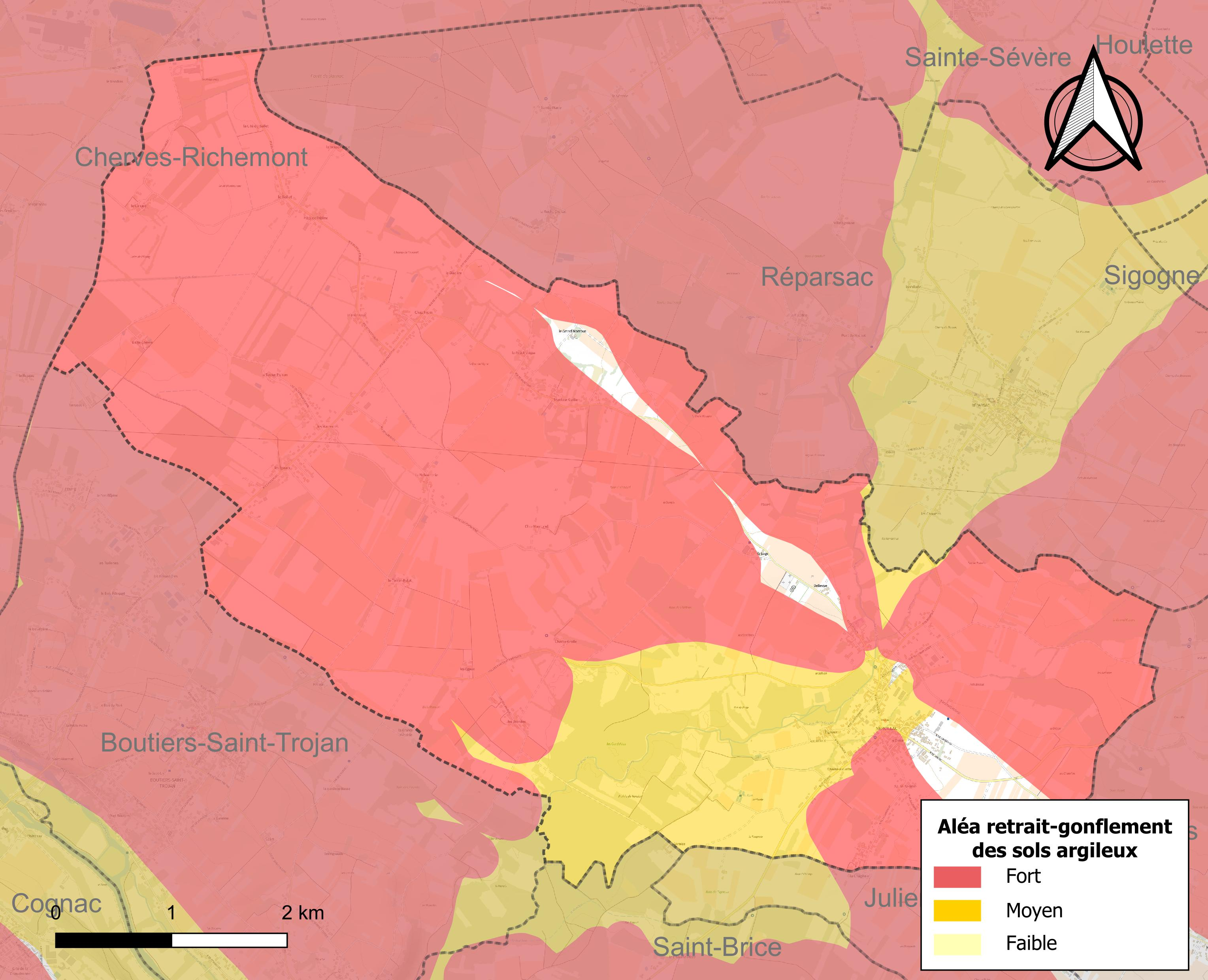
Carte des zones d'aléa retrait-gonflement des sols argileux de Nercillac.

Le retrait-gonflement des sols argileux est susceptible d'engendrer des dommages importants aux bâtiments en cas d’alternance de périodes de sécheresse et de pluie. 94,3 % de la superficie communale est en aléa moyen ou fort (67,4 % au niveau départemental et 48,5 % au niveau national). Sur les 526 bâtiments dénombrés sur la commune en 2019,  491 sont en aléa moyen ou fort, soit 93 %, à comparer aux 81 % au niveau départemental et 54 % au niveau national. Une cartographie de l'exposition du territoire national au retrait gonflement des sols argileux est disponible sur le site du BRGM,.
Par ailleurs, afin de mieux appréhender le risque d’affaissement de terrain, l'inventaire national des cavités souterraines permet de localiser celles situées sur la commune.
La commune a été reconnue en état de catastrophe naturelle au titre des dommages causés par les inondations et coulées de boue survenues en 1982, 1986 et 1999. Concernant les mouvements de terrains, la commune a été reconnue en état de catastrophe naturelle au titre des dommages causés par la sécheresse en 2005 et par des mouvements de terrain en 1999.

#### Risques technologiques
Le risque de transport de matières dangereuses sur la commune est lié à sa traversée par une ou des infrastructures routières ou ferroviaires importantes ou la présence d'une canalisation de transport d'hydrocarbures. Un accident se produisant sur de telles infrastructures est susceptible d’avoir des effets graves sur les biens, les personnes ou l'environnement, selon la nature du matériau transporté. Des dispositions d’urbanisme peuvent être préconisées en conséquence.

## Démographie

### Évolution démographique
L'évolution du nombre d'habitants est connue à travers les recensements de la population effectués dans la commune depuis 1793. Pour les communes de moins de 10 000 habitants, une enquête de recensement portant sur toute la population est réalisée tous les cinq ans, les populations de référence des années intermédiaires étant quant à elles estimées par interpolation ou extrapolation. Pour la commune, le premier recensement exhaustif entrant dans le cadre du nouveau dispositif a été réalisé en 2004.

En 2022, la commune comptait 1 036 habitants, en évolution de −5,65 % par rapport à 2016 (Charente : −0,48 %, France hors Mayotte : +2,11 %).
| 1793 | 1800 | 1806 | 1821 | 1831 | 1841 | 1846 | 1851 | 1856 |
| ---- | ---- | ---- | ---- | ---- | ---- | ---- | ---- | ---- |
| 571  | 621  | 658  | 686  | 743  | 798  | 802  | 866  | 888  |

| 1861 | 1866 | 1872 | 1876 | 1881 | 1886 | 1891 | 1896 | 1901 |
| ---- | ---- | ---- | ---- | ---- | ---- | ---- | ---- | ---- |
| 908  | 928  | 893  | 842  | 850  | 820  | 802  | 841  | 859  |

| 1906 | 1911 | 1921 | 1926 | 1931 | 1936 | 1946 | 1954 | 1962 |
| ---- | ---- | ---- | ---- | ---- | ---- | ---- | ---- | ---- |
| 819  | 709  | 681  | 681  | 667  | 605  | 620  | 688  | 718  |

| 1968 | 1975 | 1982  | 1990  | 1999  | 2004  | 2006  | 2009  | 2014  |
| ---- | ---- | ----- | ----- | ----- | ----- | ----- | ----- | ----- |
| 764  | 804  | 1 047 | 1 159 | 1 050 | 1 030 | 1 012 | 1 032 | 1 087 |

| 2019  | 2022  | - | - | - | - | - | - | - |
| ----- | ----- | - | - | - | - | - | - | - |
| 1 047 | 1 036 | - | - | - | - | - | - | - |

### Pyramide des âges
La population de la commune est relativement âgée.
En 2018, le taux de personnes d'un âge inférieur à 30 ans s'élève à 27,3 %, soit en dessous de la moyenne départementale (30,2 %). À l'inverse, le taux de personnes d'âge supérieur à 60 ans est de 33,6 % la même année, alors qu'il est de 32,3 % au niveau départemental.
En 2018, la commune comptait 533 hommes pour 531 femmes, soit un taux de 50,09 % d'hommes, légèrement supérieur au taux départemental (48,41 %).
Les pyramides des âges de la commune et du département s'établissent comme suit.
| Hommes | Classe d’âge | Femmes |
| ------ | ------------ | ------ |
| 0,2    | 90 ou +      | 1,3    |
| 6,7    | 75-89 ans    | 10,3   |
| 25,8   | 60-74 ans    | 22,8   |
| 23,1   | 45-59 ans    | 24,7   |
| 16,2   | 30-44 ans    | 14,3   |
| 13,7   | 15-29 ans    | 11,7   |
| 14,3   | 0-14 ans     | 14,9   |

| Hommes | Classe d’âge | Femmes |
| ------ | ------------ | ------ |
| 1      | 90 ou +      | 2,7    |
| 9,2    | 75-89 ans    | 12     |
| 20,6   | 60-74 ans    | 21,3   |
| 20,7   | 45-59 ans    | 20,3   |
| 16,8   | 30-44 ans    | 16     |
| 15,6   | 15-29 ans    | 13,4   |
| 16,1   | 0-14 ans     | 14,3   |

### Remarques
Nercillac après avoir vu sa population augmenter au XIXe siècle s'est retrouvé avec moins d'habitants en 1936 qu'en 1800. Le dernier quart du XXe siècle a vu avec la construction de nombreuses maisons individuelles, la population augmenter à nouveau.

## Économie

### Agriculture
Nercillac est une commune rurale située en Fins Bois, cru classé du vignoble d'appellation d'origine contrôlée cognac.
C'est avant tout une commune viticole, plus de 400 hectares de la commune sont plantés de vignes et les pépinières sont plus de dix ce qui est l'activité qui caractérise la commune.

### Emploi
La commune comporte 484 actifs ayant un emploi dont 412 sont salariés et 72 non salariés.
Seuls 119 des résidents de la commune y travaillent.

### Commerces
Tous les commerces de proximité sont présents : supérette, boulangerie-pâtisserie, boucherie-charcuterie, hôtel-pension et quelques artisans, un salon de coiffure, un couvreur, une scierie, deux menuisiers, une entreprise de terrassement, une entreprise parcs et jardins, un dépanneur TV.

## Équipements, services et vie locale

### Enseignement

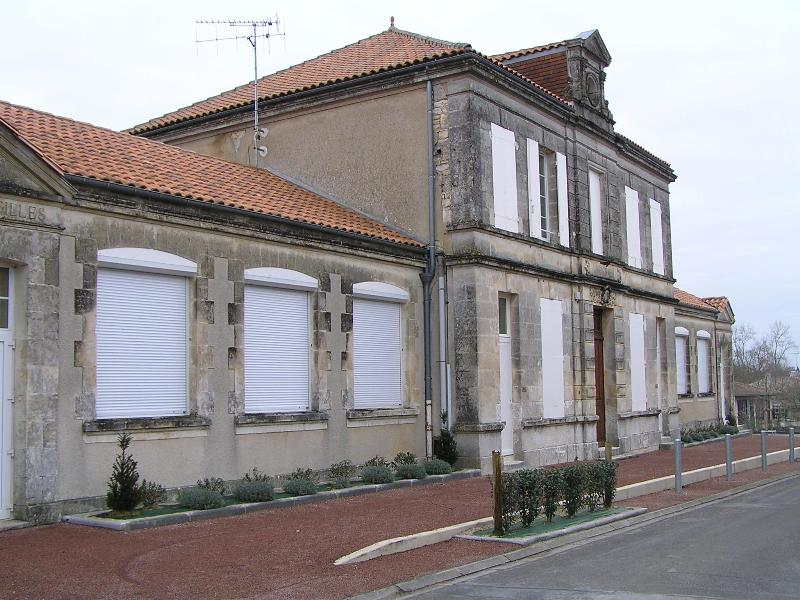
Anciennes écoles et mairie.

Nercillac possède une école primaire publique comprenant quatre classes, dont une de maternelle. Elle est située au 270 rue des Écoles. Le secteur du collège est Cognac (Félix-Gaillard).

### Santé
Nercillac dispose de deux médecins généralistes, d'une pharmacie et d'une infirmière.
L'hôpital le plus proche est à Cognac et la clinique la plus proche à Châteaubernard.

### Sports
Il y a un terrain de foot et un terrain de tennis.
L'ESNR, entente sportive Nercillac Réparsac est le club de foot.

## Lieux et monuments

### Patrimoine religieux
L'église paroissiale Saint-Germain est une ancienne vicairie perpétuelle du diocèse de Saintes, unie à l'abbaye de Bassac. L'église était commune à la paroisse et au prieuré du lieu, fondé au XIe siècle. C'était un long rectangle très endommagé par les protestants, faiblement réparé, même en 1850, mais beaucoup mieux de 1878 à 1890, époque où des voûtes en briques ont été montées, ainsi qu'une chapelle latérale et une tribune à l'ouest,.
L'ancien bâtiment conventuel devenu presbytère présente un soubassement voûté en berceau éclairé par un triplet qui a pu être une grange dîmière datant du XIIe siècle,.

L'église de Nercillac
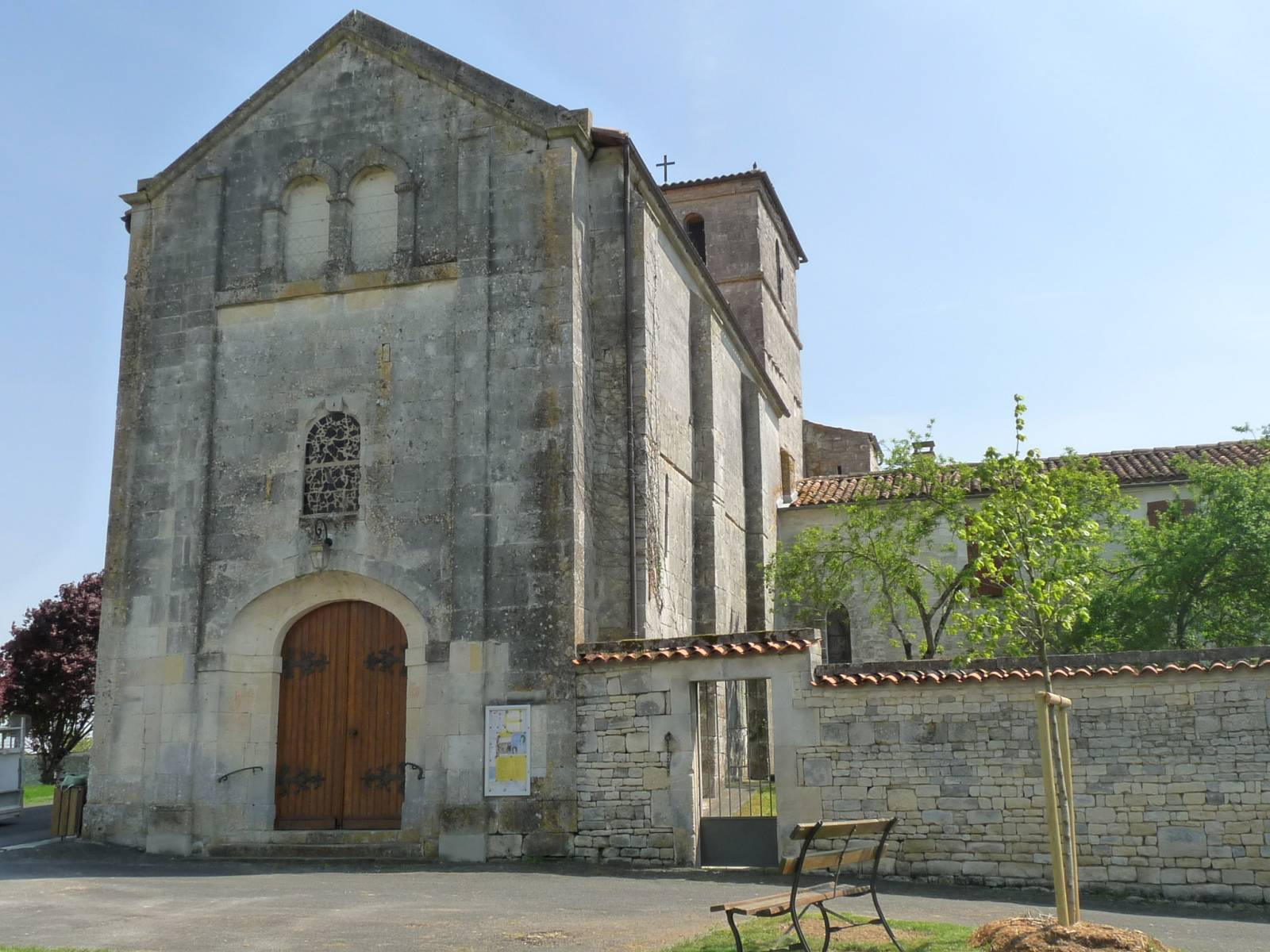
La façade.
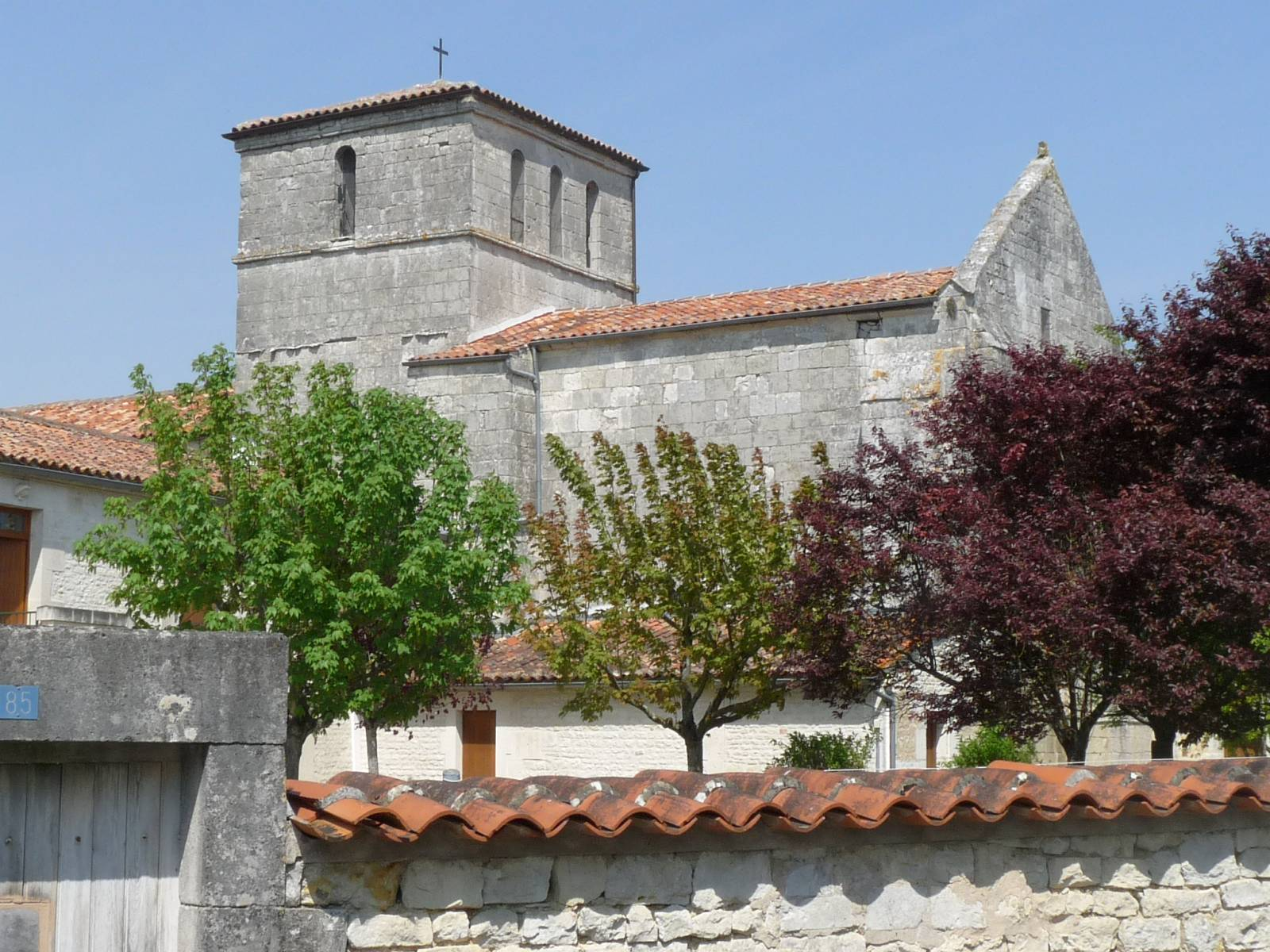
Le clocher.
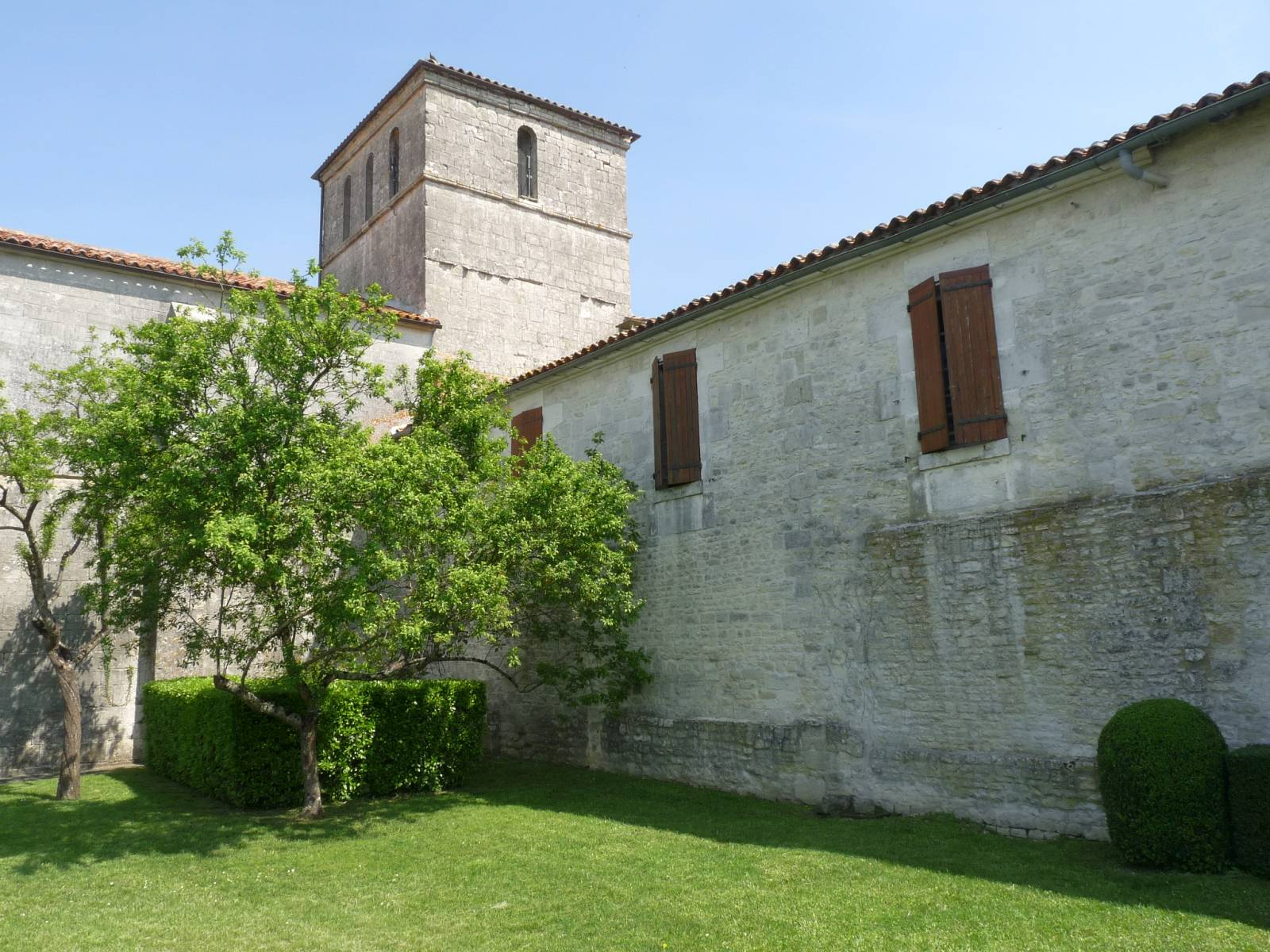
La cour du presbytère.
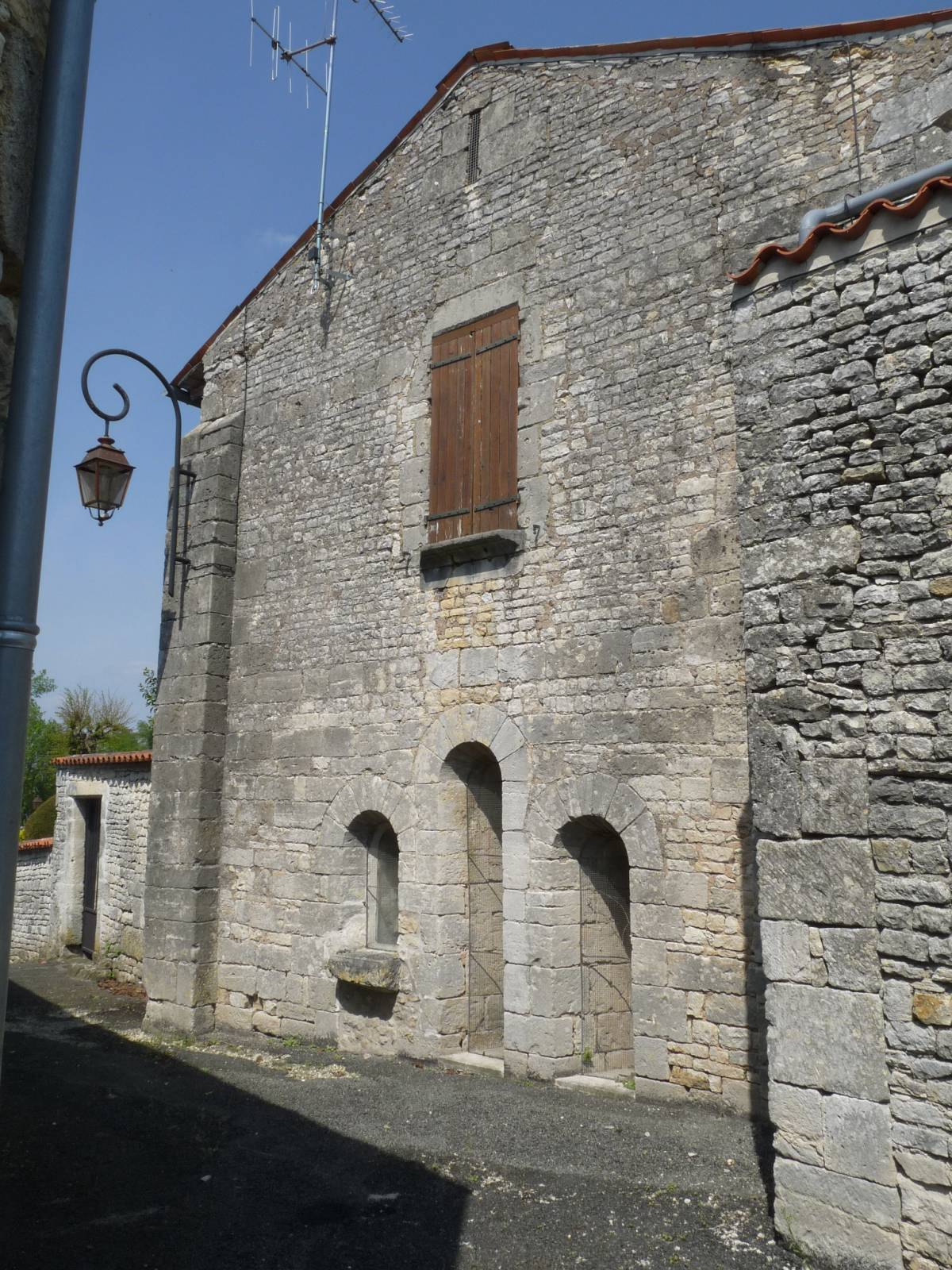
Le presbytère
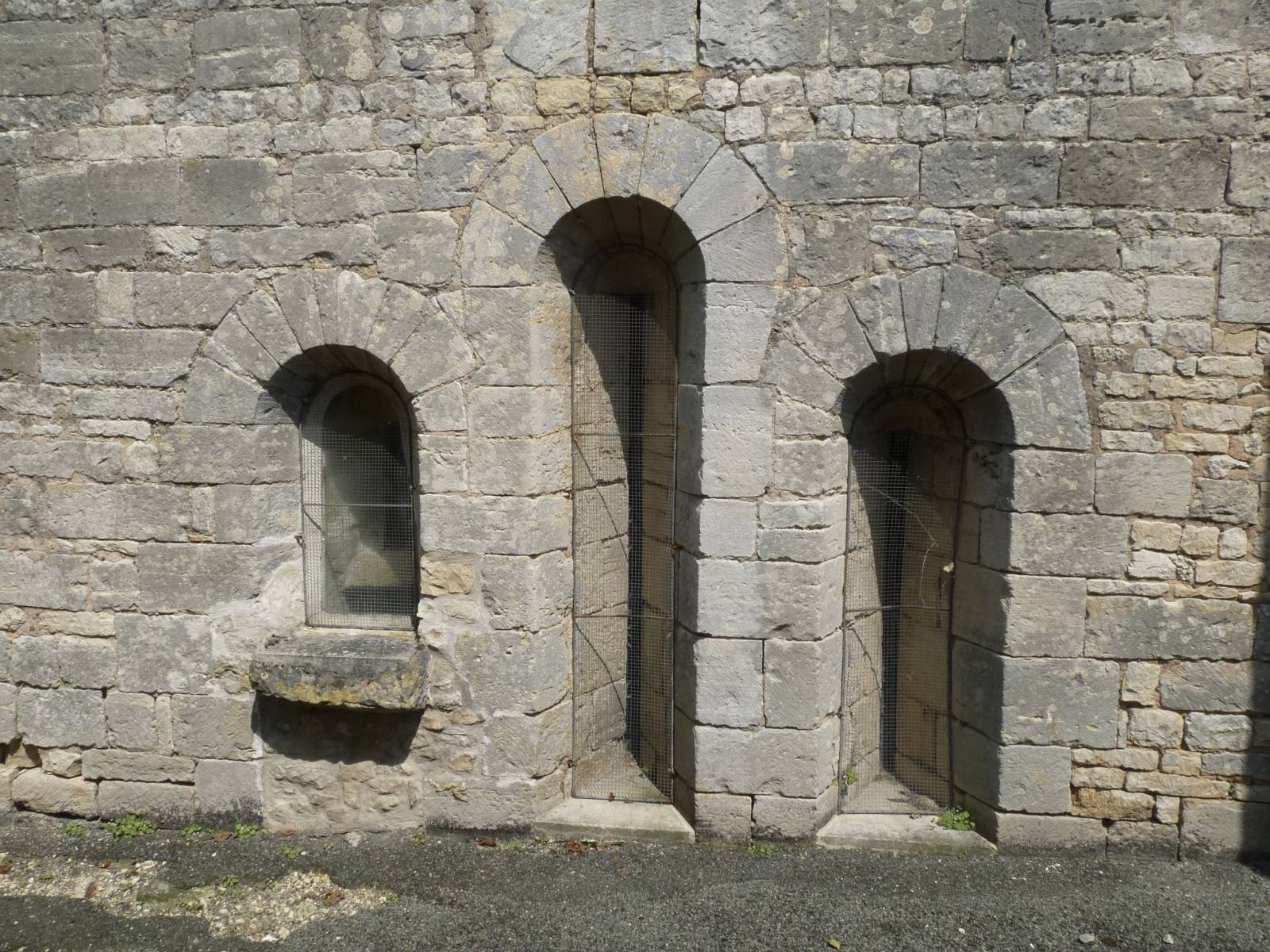
ou grange dîmière.

### Patrimoine civil
Le logis du Tillet, appelé autrefois les Mabilles, porte la date de 1733 mais a été très remanié. Il appartenait à la famille de Fé qualifiés de seigneur de Saint-Martin, du Tillet, de Nercillac et de La Laigne,,.
Une des fermes de Nercillac est du XVIIIe siècle et beaucoup sont du début du XIXe siècle.

### Patrimoine environnemental

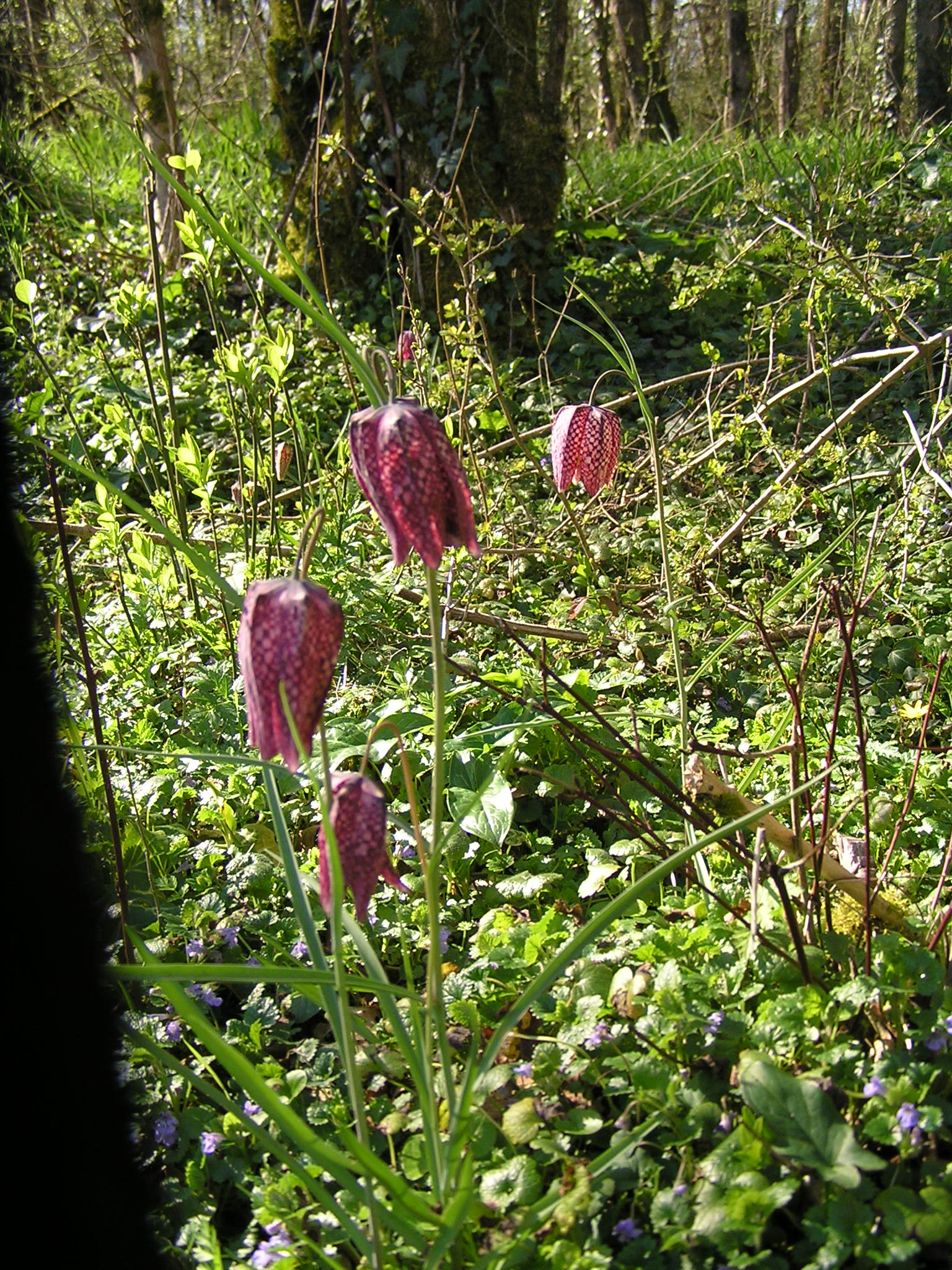
Fritillaire pintade.

La Soloire et sa vallée inondable forment un environnement où l'on trouve une faune et une flore de grand intérêt et en particulier des fritillaires pintades des poissons, des batraciens et des oiseaux.

## Personnalités liées à la commune
- Armand Pinsard, aviateur, as français de la Première Guerre mondiale avec 27 victoires confirmées, né à Nercillac le 29 mai 1887, décédé à Ceyzériat, dans le département de l'Ain, le 10 mai 1953.
- Gilbert Charles-Picard, historien et archéologue français, né à Nercillac le 15 octobre 1913, décédé le 21 décembre 1998.
- Renaud Lavillenie, perchiste, né à Barbezieux-Saint-Hilaire, le 18 septembre 1986, a grandi à Nercillac où son père, ancien perchiste également, est ferronnier d'art. En 2009, lors des Championnats d'Europe d'athlétisme en salle à Turin, il remporte la médaille d'or, puis la médaille de bronze lors des Mondiaux de Berlin. Il est depuis le 21 juin 2009, détenteur du record de France de saut à la perche avec 6,01 mètres, et depuis le 16 février 2014, celui du record mondial avec 6,16 mètres.
- Christophe Jallet, footballeur, né à Cognac le 31 octobre 1983, a grandi à Nercillac et a débuté au sein du club local. Après avoir évolué à Niort puis au FC Lorient, il s'est engagé en juillet 2009 avec le Paris Saint-Germain.

## Héraldique
|  | Les armoiries de Nercillac se blasonnent ainsi : D'or à la lettre capitale stylisée N de gueules enfermée dans un filet stylisé d'azur. |